# Rapagnano
Rapagnano là một đô thị tại tỉnh Ascoli Piceno ở vùng Marche, cách khoảng 50 km về phía nam của Ancona và khoảng 35 km về phía bắc của Ascoli Piceno. Đến thời điểm ngày 31 tháng 12 năm 2004, đô thị này có dân số là 1.966 người và diện tích là 12,5 km².
Rapagnano giáp các đô thị: Fermo, Grottazzolina, Magliano di Tenna, Monte San Pietrangeli, Montegiorgio, Torre San Patrizio.